# 佐藤圭汰
佐藤 圭汰（さとう けいた、2004年1月22日 - ）は、京都府京都市出身の陸上競技選手。専門は中距離走・長距離走。洛南高等学校卒業、駒澤大学陸上競技部所属。1500m・3000mの高校日本記録保持者。

## 来歴
高校1年生時の2019年の全国高等学校駅伝競走大会では2区を走り、区間賞を獲得した。
2年生時の2020年の全国高校駅伝競走大会では3区を走り、区間5位（日本人トップ）を記録する。2年生最後となる2021年3月21日の伊那高校駅伝で4区（9.1キロ）を担当、降雨の中、区間賞となる25分31秒（2位に47秒差）の走りでスタート時の32秒差を逆転してトップに立ち、そのまま洛南高校は大会新記録で優勝を達成した。このとき取材に対して3年生時の目標を「1500m・3000m・5000mの高校日本記録更新」と答えた。
3年生となった2021年7月17日、ホクレンディスタンスチャレンジ千歳大会の1500mに出場、日本歴代3位となる3分37秒18の記録で2着になり、1999年に佐藤清治（当時佐久長聖高等学校）が樹立した高校男子日本記録（3分38秒49）を22年ぶりに更新した。
さらに同年10月3日に出場した日本体育大学長距離競技会の5000mでは13分31秒19の記録で日本人トップの5着となり、石田洸介（当時東京農業大学第二高等学校）が2020年に樹立した高校男子日本記録（13分34秒74）を更新した。11月21日には京都陸協記録会の3000mに出場、7分50秒81の高校男子日本新記録を樹立して（従来の記録は2016年に遠藤日向が樹立した7分59秒18）、3月に立てた目標を達成した。
日本陸上競技連盟が実施した2021年度ファン投票のU20・中学高校部門（この年度は「これからの成長や活躍が最も楽しみな選手」というテーマ）で3位となった。
2021年3月当時の報道では2022年3月の高校卒業後、関東地方の大学への進学を希望していたが、希望通りに2022年4月に東京都世田谷区に本部を置く駒澤大学に入学し、陸上競技部に入部した。
大学入学後、5月のゴールデンゲームズinのべおかで5000mに13分22秒91のU20日本新記録を樹立したが、6月の第106回日本陸上競技選手権大会の5000mは17位に終わる。8月に出場したU20世界陸上競技選手権大会（コロンビア）では体調を崩して5000mで11位の結果だった。
10月の第34回出雲駅伝では2区を担当。1位・中央大から9秒差の2位で襷を受けると、わずか1kmでトップに立ち3区の田澤廉に襷リレー。佐藤は青学大・田村和希が2017年にマークした従来の区間記録を20秒更新し、区間賞を獲得。駒澤大は青学大が2015年にマークした大会記録を33秒上回る2時間08分32秒の大会新記録を樹立し、9年ぶり4回目の優勝を果たした 。
11月の第54回全日本大学駅伝では2区を担当。4位で襷を受けると、中央大、青学大、大東大をかわし創価大・葛西潤と共に先頭集団を形成。10km手前で一度は単独トップに立ったが、中継所目前で葛西に抜き返され1秒差の2位。従来の区間記録を4秒上回ったものの、わずか1秒及ばず区間賞とはならなかった。なお駒澤大は3区でトップに立つとそこから独走状態となり、5時間06分47秒の大会新記録で3連覇を果たした。
2023年1月の第99回箱根駅伝にも出場予定だったが、胃腸炎により欠場。
2023年10月4日のアジア大会では5000mに出場し、13分39秒18で6位だった。
10月9日の第35回出雲駅伝では前回同様2区を担当。アジア大会から中4日での出場となったが、青学大・黒田朝日と同タイムで2年連続の区間賞を獲得し、1位で襷リレー。最終的に駒澤大は1区から一度も先頭を譲らず、2時間07分51秒の大会新記録で2連覇を果たした。
11月5日の第55回全日本大学駅伝でも前回と同じく2区を担当。トップで襷を受けると、区間記録を11秒更新し区間賞を獲得。その後も6人全員が区間3位以内と安定した走りを見せ、4連覇を達成した。
11月25日、八王子ロングディスタンスA組で、自身初の10000mながら27分28秒50で日本人トップとなる。この記録は大野龍二（当時旭化成）が持っていたU20日本記録を19年ぶりに30秒以上更新する記録であり、日本人学生歴代で見ても先輩の田澤に次ぐ2位の記録である。
2024年1月2日、第100回箱根駅伝では往路3区を担当。鈴木芽吹から先頭で襷を受けたが、7km過ぎに青学大・太田蒼生に追いつかれる。その後10km以上に及ぶデッドヒートの末、4秒差の2位で襷リレー。区間賞こそ太田に譲ったものの、佐藤の区間記録は同区間の日本人記録を42秒更新する記録であった。4区以降は青学大に大きく差を広げられ総合2位となり、連覇及び2年連続の大学駅伝三冠を逃した
。
2024年1月26日、ジョン・トーマス・テリア・クラシックの室内5000mでは13分09秒45の9着で走破し、室内日本記録を樹立した。また、屋外を含めても日本歴代2位、日本学生歴代2位の記録である。
2024年2月11日、米国・ニューヨーク、第116回ミルローズ・ゲーム、室内2マイル（約3218m）で8分14秒71を記録。途中通過の3000m（7分42秒56）と共に室内日本記録を樹立し、2レース続けての室内日本記録を更新した。また、3000mの記録は屋外を含めても日本歴代3位、日本学生記録の記録である。
2025年1月に行われた第101回箱根駅伝では復路7区を担当。2024年の出雲駅伝と全日本大学駅伝は怪我の影響で出場が叶わず約10ヶ月ぶりの復帰レースとなったものの、怪我の影響を感じさせない走りを見せ1時間00分43秒の区間新記録を樹立。首位・青学大との差を4分07秒から1分40秒まで縮めた。最終的に逆転することはできず総合2位となったが、復路では青学大を28秒上回り新記録（5時間20分50秒）での復路優勝を果たした
。

## 戦歴・記録
| 年   | 大会                                          | 種目（区間）   | 順位 | 記録       | 備考                            |
| ---- | --------------------------------------------- | -------------- | ---- | ---------- | ------------------------------- |
| 2018 | 全国都道府県男子駅伝                          | 6区            | 2位  | 8分53秒    |                                 |
| 2018 | 全国中学校体育大会                            | 1500m          | 3位  | 3分59秒71  |                                 |
| 2018 | ジュニアオリンピック陸上競技大会              | 1500m          | 1位  | 3分57秒34  |                                 |
| 2019 | 全国高等学校駅伝競走大会                      | 2区            | 1位  | 8分07秒    |                                 |
| 2020 | 全国高等学校駅伝競走大会                      | 3区            | 5位  | 23分40秒   | 日本人1位                       |
| 2021 | U20日本陸上競技選手権大会クロスカントリー競走 | U20男⼦8km     | 1位  | 23分19秒   |                                 |
| 2021 | 全国高等学校総合体育大会                      | 1500m          | 1位  | 3分41秒26  |                                 |
| 2021 | 全国高等学校総合体育大会                      | 5000m          | 4位  | 13分41秒72 | 日本人1位                       |
| 2021 | 全国高等学校駅伝競走大会                      | 3区            | 4位  | 23分10秒   | 日本人1位、日本人歴代最高タイム |
| 2022 | 日本陸上競技選手権大会クロスカントリー競走    | シニア男子10km | 8位  | 29分18秒   |                                 |
| 2022 | U20世界陸上競技選手権大会                     | 3000m          | 7位  | 8分00秒17  | 予選、決勝進出                  |
| 2022 | U20世界陸上競技選手権大会                     | 3000m          | DNS  | -          | 決勝                            |
| 2022 | U20世界陸上競技選手権大会                     | 5000m          | 11位 | 14分26秒19 | 決勝                            |
| 2023 | 2023年アジア室内陸上競技選手権大会            | 3000m          | 2位  | 7分56秒41i | 決勝、室内                      |
| 2023 | 2022年アジア競技大会                          | 5000m          | 6位  | 13分39秒18 | 決勝                            |

### 大学三大駅伝
| 学年               | 出雲駅伝                              | 全日本大学駅伝                             | 箱根駅伝                                    |
| ------------------ | ------------------------------------- | ------------------------------------------ | ------------------------------------------- |
| 1年生 （2022年度） | 第34回 2区-区間賞 15分27秒 区間新記録 | 第54回 2区-区間2位 31分13秒 （区間新記録） | 第99回 ― - ― 出場なし                       |
| 2年生 （2023年度） | 第35回 2区-区間賞 16分08秒            | 第55回 2区-区間賞 31分01秒 区間新記録      | 第100回 3区-区間2位 1時間00分13秒           |
| 3年生 （2024年度） | 第36回 ― - ― 出場なし                 | 第56回 ― - ― 出場なし                      | 第101回 7区-区間賞 1時間00分43秒 区間新記録 |

## 自己記録
| 種目   | 記録       | 年             | 大会                                    | 備考                                                |
| ------ | ---------- | -------------- | --------------------------------------- | --------------------------------------------------- |
| 1500m  | 3分37秒18  | 2021年7月17日  | ホクレンディスタンスチャレンジ 千歳大会 | 日本高校記録、U20日本記録、U18日本記録、日本歴代6位 |
| 3000m  | 7分42秒56  | 2024年2月11日  | 第116回ミルローズ・ゲーム               | 日本学生記録、日本歴代3位、室内日本記録             |
| 5000m  | 13分09秒45 | 2024年1月26日  | ジョン・トーマス・テリア・クラシック    | 日本学生歴代2位、日本歴代2位、室内日本記録          |
| 10000m | 27分28秒50 | 2023年11月25日 | 八王子ロングディスタンス                | U20日本歴代2位、日本人学生歴代3位                   |